# Labeo chariensis
Labeo chariensis is een  straalvinnige vissensoort uit de familie van de eigenlijke karpers (Cyprinidae). De wetenschappelijke naam van de soort is voor het eerst geldig gepubliceerd in 1904 door Jacques Pellegrin.
Deze soort werd verzameld op een wetenschappelijke en economische missie naar de Chari en het Tsjaadmeer onder leiding van Auguste Chevalier. De vindplaats is Fort Archambault aan de Chari.
De soort staat op de Rode Lijst van de IUCN als niet bedreigd, beoordelingsjaar 2009.